# Attaque au couteau à Southport
L'attaque au couteau à Southport a lieu le 29 juillet 2024 dans la ville de Southport, au Royaume-Uni.
Ayant pour cible une école de danse et de yoga qui organisait une activité sur le thème de Taylor Swift, cette attaque fait 3 morts et 10 blessés. Le tueur, Axel Rudakubana, âgé de 17 ans, est arrêté sur les lieux. D'après les autorités, obsédé par la violence, sa motivation pour commettre cette attaque était de tuer autant de personnes que possible. Il n'avait pas de motivation politique, religieuse, idéologique ou raciale.
L'évènement suscite une forte émotion dans le pays et déclenche d'importantes manifestations qui dégénèrent en violentes émeutes impliquant des mouvances d'extrême droite dans les jours suivant l'attaque, ravivant les débats sur le racisme et le contrôle de l'immigration.

## Victimes
Les victimes étaient des fillettes qui participaient au cours de danse.
- Alice Dasilva Aguiar, 9 ans
- Bebe King, 6 ans
- Elsie Dot Stancombe, 7 ans

## Meurtrier
Le tueur est identifié comme étant Axel Muganwa Rudakubana, né le 7 août 2006 à Cardiff, au pays de Galles. Il est le deuxième et plus jeune fils d'Alphonse Rudakubana et de Laetitia Muzayire, des immigrants rwandais,. Au moment de l'attaque, il vivait avec ses parents et son frère aîné dans le village de Banks, dans le Lancashire. Axel Rudakubana a reçu un diagnostic du trouble du spectre de l'autisme et refusait de quitter sa maison, ne communiquant avec sa famille que de façon intermittente. Sa famille est impliquée dans une Église locale où il est décrit comme ayant été enfant de chœur tranquille. D'abord décrit comme un garçon plutôt timide, petit pour son âge, ses camarades se souviennent d'un écolier devenant de plus en plus "bizarre", perturbateur et solitaire au collège, selon les médias. En 2019, il est renvoyé de l'école pour être venu en classe avec un couteau. Déscolarisé depuis ses treize ans, il vivait depuis lors quasiment reclus. Il avait été signalé trois fois à un programme de prévention de l’extrémisme, notamment pour s'être renseigné sur les tueries dans les écoles américaines en cours d'informatique. De plus, il aimait regarder des vidéos graphiques de meurtres et avait une obsession pour la violence, dont notamment pour le génocide des Tutsis au Rwanda, la guerre civile somalienne, la révolte des Mau Mau et les punitions corporelles qui étaient infligées aux esclaves,. Il admirait Adolf Hitler et Gengis Khan.
Après son arrestation, Rudakubana déclare à la police qu'il est très heureux de la mort des trois enfants.
Alors qu'une ordonnance de non-publication empêchait initialement les médias de le nommer en raison de son âge mineur, comme c'est la procédure traditionnelle au Royaume-Uni, le juge Andrew Menary décide exceptionnellement de lever cette ordonnance. Il explique que l'accusé devenant majeur le 7 août, maintenir son anonymat pendant encore quelques jours n'aurait fait qu'attiser les théories du complot, la désinformation et les rumeurs non fondées.
Rudakubana fait dans un premier temps face à un chef d’accusation de possession d'une arme blanche, à trois chefs d'accusation de meurtre et à dix chefs d'accusation de tentatives de meurtre.
Fin octobre 2024, la police annonce avoir découvert au domicile du tueur un manuel d'entraînement d'Al-Qaïda et un poison fabriqué à partir de ricine. Le tueur est dans la foulée inculpé de chefs d'accusation supplémentaires pour infraction « terroriste » et fabrication de poison, mais la police se refuse d'établir à ce stade un lien entre ces nouvelles charges et l'attaque du 29 juillet, déclarant que ces nouveaux éléments ne sont pas suffisants pour établir une motivation dans la tuerie ,. La qualification « terroriste » est ensuite abandonnée puisque, selon la procureur, « il n’y a rien qui l’associe à une idéologie politique ou religieuse (...) Son seul objectif était de tuer ».
Le 23 janvier 2025, après avoir trois jours auparavant plaidé coupable de tous les chefs d’accusation, Axel Rudakubana est condamné à l'emprisonnement à perpétuité sans possibilité de libération conditionnelle avant 52 ans. Ainsi, il ne pourra demander une libération conditionnelle qu'à partir de 2077.
En mai 2025, il est accusé d'une agression en prison, l'agent devant être brièvement hospitalisé pour des blessures légères.

## Réactions

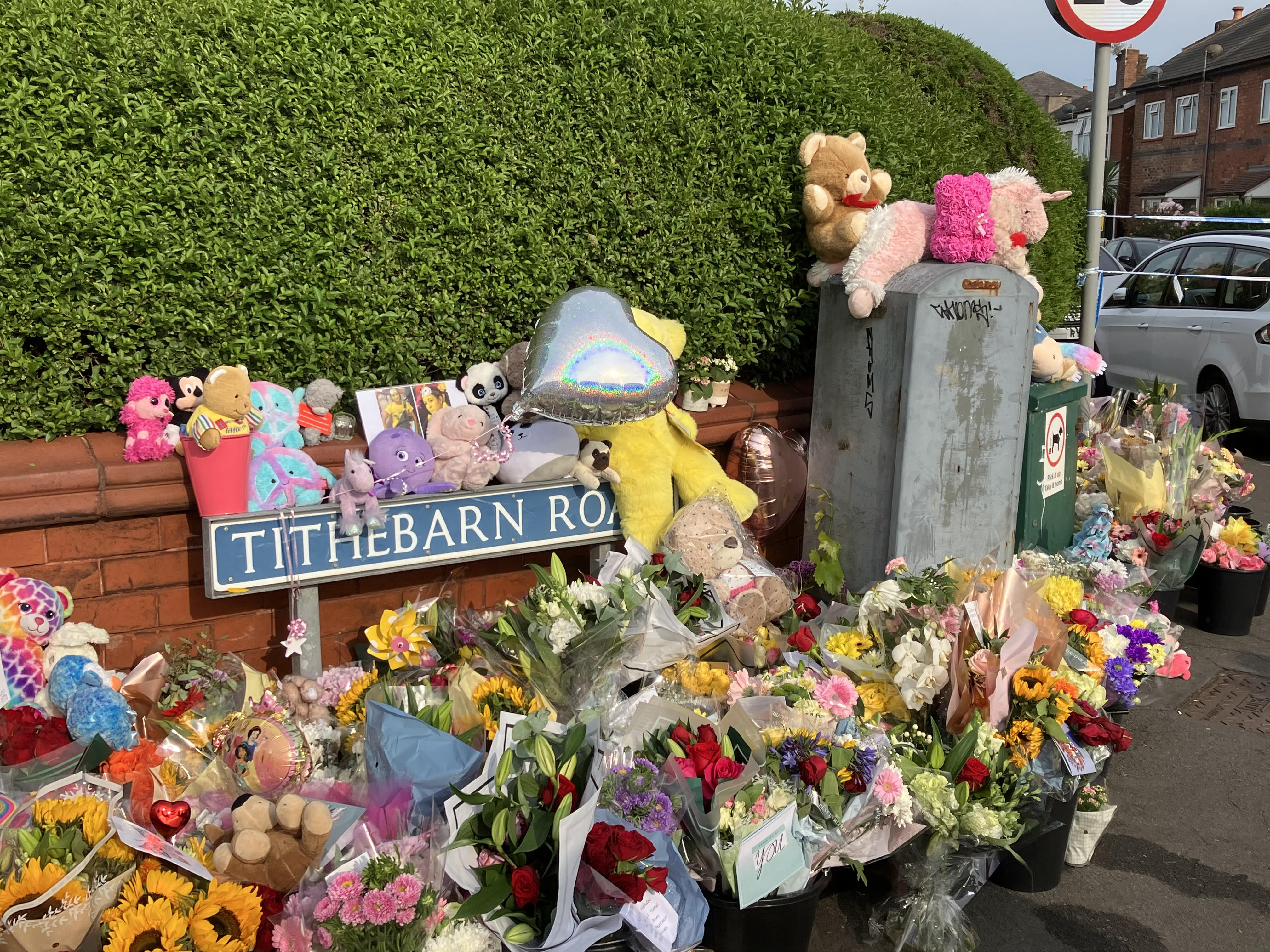
Peluches et fleurs déposées en mémoire des victimes.

La chanteuse Taylor Swift annonce son désarroi et son soutien aux victimes et aux familles des victimes sur Instagram. En réaction, sa communauté verse 300 000 livres sterling aux familles des victimes.
Le premier ministre du Royaume-Uni, Keir Starmer, dépose des fleurs sur le site de l'attentat et rencontre les forces de l'ordre. Il dénonce également l'instrumentalisation de l'attaque par l'extrême droite.

## Conséquences
En juillet et août 2024, des manifestants d'extrême-droite,,,, déclenchent des émeutes et affrontent la police dans diverses régions du Royaume-Uni en réaction à l'évènement, s'attaquant d'abord à la communauté musulmane et indo-pakistanaise, accusée d'être responsable avant que l'identité du tueur présumé ne soit révélée, et plus généralement à toute personne de couleur ou jugée non britannique dont plusieurs sont passées à tabac.